# Le Refuge (série télévisée)
 (juillet 2017).
Si vous disposez d'ouvrages ou d'articles de référence ou si vous connaissez des sites web de qualité traitant du thème abordé ici, merci de compléter l'article en donnant les références utiles à sa vérifiabilité et en les liant à la section « Notes et références ».
Pour les articles homonymes, voir Le Refuge (homonymie).
Le Refuge est une série télévisée française réalisée par Alain Schwartzstein, diffusée du 23 juin 1996 au 19 juin 1999 sur France 3.

## Synopsis
Au cœur de l'Ardèche, Paul Grimon s'occupe d'un refuge pour animaux blessés...

## Distribution
- Marie-Dominique Dessez : Véronique
- Dora Doll : Henriette
- John Fernie : Legros
- Maxime Leroux : Paul Grimon
- Valentin Traversi : Lucien
- Bernard Villanueva : Herrier
- Geneviève Fontanel : Josette
- Jacques Alric : Bordillet

## Épisodes
Saison 1
1. Le Retour du lion
2. La Nuit du loup
3. La Danse du cobra

Saison 2
1. Les Moutons d'Anatole
2. Le Cheval d'Alix

Saison 3
1. Chenil en péril
2. L'Enfant qui dérange
3. La Finette
4. Entre chien et loup
5. Vieux Gamin